# Tereza Medveďová
Tereza Medveďová (* 27. März 1996 in Brezno) ist eine slowakische Radsportlerin.

## Sportliche Laufbahn
Erste Elite-Erfolge hatte Tereza Medveďová bei Querfeldeinrennen. 2010, 2011, 2013 sowie 2014 wurde sie slowakische Meisterin in dieser Disziplin. Im Straßenradsport errang sie 2011 beide slowakische Jugend-Titel in Straßenrennen und Einzelzeitfahren. Die vielseitige Sportlerin wurde als „größte Radsport-Entdeckung“ des Landes gefeiert und als „Sagan im Rock“ bezeichnet.
Bei den UCI-Straßen-Weltmeisterschaften 2013 belegte Medveďová den sechsten Platz im Straßenrennen der Juniorinnen. 2013 und 2014 gewann sie die nationalen Juniorentitel im Einzeitfahren, 2015 wurde sie Zeitfahrmeisterin der Elite sowie Vize-Meisterin im Straßenrennen.
2018 wurde Medveďová für die Bahnweltmeisterschaften in Apeldoorn als Ersatzfahrerin für das Omnium nominiert, kam aber nicht an den Start, und sie wurde tschechische Straßenmeisterin. 2020 errang sie beide nationale Titel auf der Straße, 2018, 2019 und 2020 die Titel in 500-Meter-Zeitfahren und Einerverfolgung auf der Bahn. 2021 wurde sie erneut slowakische Straßenmeisterin.

## Erfolge

### Straße
2011
- Slowakische Jugend-Meisterin – Straßenrennen, Einzelzeitfahren

2013
- Slowakische Junioren-Meisterin – Einzelzeitfahren

2014
- Slowakische Junioren-Meisterin – Einzelzeitfahren

2015
- Slowakische Meisterin – Einzelzeitfahren

2018
- Slowakische Meisterin – Straßenrennen

2020
- Slowakische Meisterin – Straßenrennen, Einzelzeitfahren

2021
- Slowakische Meisterin – Straßenrennen

### Querfeldein
2010
- Slowakische Meisterin

2011
- Slowakische Meisterin

2013
- Slowakische Meisterin

2014
- Slowakische Meisterin

### Bahn
2018
- Slowakische Meisterin – 500-Meter-Zeitfahren, Einerverfolgung

2019
- Slowakische Meisterin – 500-Meter-Zeitfahren, Einerverfolgung

2020
- Slowakische Meisterin – 500-Meter-Zeitfahren, Einerverfolgung